# Salirophilie
 (octobre 2012).
Si vous disposez d'ouvrages ou d'articles de référence ou si vous connaissez des sites web de qualité traitant du thème abordé ici, merci de compléter l'article en donnant les références utiles à sa vérifiabilité et en les liant à la section « Notes et références ».
La salirophilie est un fétichisme sexuel ou paraphilie impliquant un plaisir érotique consistant à voir l'objet de son désir, ou un individu potentiellement attirant, sali et (à l'apparence) détruit. Cela peut inclure de tirer ou endommager ses vêtements, les couvrir de boue ou d'une matière visqueuse, ou de désordonner ses cheveux ou maquillage. Ce fétichisme n'implique pas de blessures sur le sujet, car concernant seulement son apparence.
Le terme provient du mot français salir. Dans des cas où le fétichisme devient obsessionnel, il est appelé saliromanie. Il est fréquemment confondu avec le terme salophilie, une attirance pour le sel et choses salées (comme la sueur ou les larmes du corps), qui dérive lui du latin sal.

## Mysophilie
La mysophilie concerne un matériel ou un individu sali. Les mysophiles peuvent trouver la saleté, les sous-vêtements souillés, les fesses, ou le vomi sexuellement attirants.